# Snowboard aux Jeux olympiques de 2018 - Cross hommes
Navigation
Sotchi 2014 Pékin 2022
Le cross masculin des Jeux olympiques d'hiver de 2018 a lieu  le 15 février 2018 au Bokwang Phoenix Park. 

## Médaillés
| Or                       | Argent                    | Bronze                     |
| Pierre Vaultier (France) | Jarryd Hughes (Australie) | Regino Hernández (Espagne) |

## Résultats

### Qualifications
| Rang | Dossard | Nom                 | Nationalité        | Temps manche 1 | Temps manche 2 | Meilleur temps | Notes |
| ---- | ------- | ------------------- | ------------------ | -------------- | -------------- | -------------- | ----- |
| 1    | 15      | Pierre Vaultier     | France             | 1:13.14        | —              | 1:13.14        |       |
| 2    | 7       | Omar Visintin       | Italie             | 1:13.25        | —              | 1:13.25        |       |
| 3    | 9       | Regino Hernández    | Espagne            | 1:13.67        | —              | 1:13.67        |       |
| 4    | 22      | Nikolay Olyunin     | Russie (OAR)       | 1:13.78        | —              | 1:13.78        |       |
| 5    | 29      | Merlin Surget       | France             | 1:13.82        | —              | 1:13.82        |       |
| 6    | 5       | Hagen Kearney       | États-Unis         | 1:13.94        | —              | 1:13.94        |       |
| 7    | 1       | Martin Nörl         | Allemagne          | 1:14.12        | —              | 1:14.12        |       |
| 8    | 17      | Kevin Hill          | Canada             | 1:14.24        | —              | 1:14.24        |       |
| 9    | 31      | Kalle Koblet        | Suisse             | 1:14.25        | —              | 1:14.25        |       |
| 10   | 27      | Ken Vuagnoux        | France             | 1:14.29        | —              | 1:14.29        |       |
| 11   | 23      | Chris Robanske      | Canada             | 1:14.35        | —              | 1:14.35        |       |
| 11   | 25      | Cameron Bolton      | Australie          | 1:14.35        | —              | 1:14.35        |       |
| 13   | 26      | Lorenzo Sommariva   | Italie             | 1:14.36        | —              | 1:14.36        |       |
| 14   | 11      | Paul Berg           | Allemagne          | 1:14.39        | —              | 1:14.39        |       |
| 15   | 10      | Nick Baumgartner    | États-Unis         | 1:14.46        | —              | 1:14.46        |       |
| 16   | 28      | Hanno Douschan      | Autriche           | 1:14.53        | —              | 1:14.53        |       |
| 17   | 16      | Markus Schairer     | Autriche           | 1:14.56        | —              | 1:14.56        |       |
| 18   | 4       | Emanuel Perathoner  | Italie             | 1:14.62        | —              | 1:14.62        |       |
| 19   | 21      | Jonathan Cheever    | États-Unis         | 1:14.72        | —              | 1:14.72        |       |
| 20   | 13      | Alex Pullin         | Australie          | 1:14.76        | —              | 1:14.76        |       |
| 21   | 33      | Jérôme Lymann       | Suisse             | 1:14.77        | —              | 1:14.77        |       |
| 22   | 14      | Adam Lambert        | Australie          | 1:14.94        | —              | 1:14.94        |       |
| 23   | 30      | Anton Lindfors      | Finlande           | 1:15.01        | —              | 1:15.01        |       |
| 24   | 2       | Alessandro Hämmerle | Autriche           | 1:15.03        | —              | 1:15.03        |       |
| 25   | 12      | Jarryd Hughes       | Australie          | 1:15.69        | 1:13.73        | 1:13.73        |       |
| 26   | 6       | Lucas Eguibar       | Espagne            | 1:18.42        | 1:14.45        | 1:14.45        |       |
| 27   | 3       | Mick Dierdorff      | États-Unis         | 1:15.47        | 1:14.52        | 1:14.52        |       |
| 28   | 19      | Michele Godino      | Italie             | 1:20.88        | 1:14.96        | 1:14.96        |       |
| 29   | 39      | Steven Williams     | Argentine          | 1:17.12        | 1:15.35        | 1:15.35        |       |
| 30   | 32      | Lluís Marin Tarroch | Andorre            | 1:15.47        | 1:15.37        | 1:15.37        |       |
| 31   | 35      | Daniil Dilman       | Russie (OAR)       | 1:15.40        | 1:16.11        | 1:15.40        |       |
| 32   | 34      | Jan Kubičík         | République tchèque | 1:15.73        | 1:16.25        | 1:15.73        |       |
| 33   | 20      | Konstantin Schad    | Allemagne          | 1:15.73        | DNS            | 1:15.73        |       |
| 34   | 38      | Éliot Grondin       | Canada             | 1:28.89        | 1:15.93        | 1:15.93        |       |
| 35   | 36      | Loan Bozzolo        | France             | 1:16.15        | 1:16.11        | 1:16.11        |       |
| 36   | 24      | Duncan Campbell     | Nouvelle-Zélande   | 1:16.68        | DNF            | 1:16.68        |       |
| 37   | 37      | Laro Herrero        | Espagne            | 1:17.62        | 1:16.97        | 1:16.97        |       |
| 38   | 8       | Lukas Pachner       | Autriche           | 1:16.99        | 1:17.48        | 1:16.99        |       |
| 39   | 40      | Mateusz Ligocki     | Pologne            | 1:19.48        | 1:19.22        | 1:19.22        |       |
| 40   | 18      | Baptiste Brochu     | Canada             | DNS            | DNS            | DNS            |       |

### Huitièmes de finale
| Rang | Dossard | Athlète         | Nationalité | Notes |
| ---- | ------- | --------------- | ----------- | ----- |
| 1    | 25      | Jarryd Hughes   | Australie   | Q     |
| 2    | 1       | Pierre Vaultier | France      | Q     |
| 3    | 17      | Markus Schairer | Autriche    | Q     |
| 4    | 16      | Hanno Douschan  | Autriche    |       |
| 5    | 40      | Baptiste Brochu | Canada      | DNS   |

| Rang | Dossard | Athlète             | Nationalité        | Notes |
| ---- | ------- | ------------------- | ------------------ | ----- |
| 1    | 24      | Alessandro Hämmerle | Autriche           | Q     |
| 2    | 8       | Kevin Hill          | Canada             | Q     |
| 3    | 9       | Kalle Koblet        | Suisse             | Q     |
| 4    | 33      | Konstantin Schad    | Allemagne          |       |
| 5    | 32      | Jan Kubičík         | République tchèque |       |

| Rang | Dossard | Athlète         | Nationalité      | Notes |
| ---- | ------- | --------------- | ---------------- | ----- |
| 1    | 21      | Jérôme Lymann   | Suisse           | Q     |
| 2    | 12      | Cameron Bolton  | Australie        | Q     |
| 3    | 5       | Merlin Surget   | France           | Q     |
| 4    | 29      | Steven Williams | Argentine        |       |
| 5    | 36      | Duncan Campbell | Nouvelle-Zélande |       |

| Rang | Dossard | Athlète           | Nationalité  | Notes |
| ---- | ------- | ----------------- | ------------ | ----- |
| 1    | 4       | Nikolay Olyunin   | Russie (OAR) | Q     |
| 2    | 20      | Alex Pullin       | Australie    | Q     |
| 3    | 28      | Michele Godino    | Italie       | Q     |
| 4    | 13      | Lorenzo Sommariva | Italie       |       |
| 5    | 37      | Laro Herrero      | Espagne      |       |

| Rang | Dossard | Athlète          | Nationalité | Notes |
| ---- | ------- | ---------------- | ----------- | ----- |
| 1    | 27      | Mick Dierdorff   | États-Unis  | Q     |
| 2    | 14      | Paul Berg        | Allemagne   | Q     |
| 3    | 3       | Regino Hernández | Espagne     | Q     |
| 4    | 19      | Jonathan Cheever | États-Unis  |       |
| 5    | 37      | Lukas Pachner    | Autriche    |       |

| Rang | Dossard | Athlète             | Nationalité | Notes |
| ---- | ------- | ------------------- | ----------- | ----- |
| 1    | 6       | Hagen Kearney       | États-Unis  | Q     |
| 2    | 11      | Chris Robanske      | Canada      | Q     |
| 3    | 35      | Loan Bozzolo        | France      | Q     |
| 4    | 22      | Adam Lambert        | Australie   |       |
| 5    | 30      | Lluís Marin Tarroch | Arndorre    |       |

| Rang | Dossard | Athlète        | Nationalité  | Notes |
| ---- | ------- | -------------- | ------------ | ----- |
| 1    | 7       | Martin Nörl    | Allemagne    | Q     |
| 2    | 10      | Ken Vuagnoux   | France       | Q     |
| 3    | 23      | Anton Lindfors | Finlande     | Q     |
| 4    | 31      | Daniil Dilman  | Russie (OAR) |       |
| 5    | 34      | Éliot Grondin  | Canada       |       |

| Rang | Dossard | Athlète            | Nationalité | Notes |
| ---- | ------- | ------------------ | ----------- | ----- |
| 1    | 18      | Emanuel Perathoner | Italie      | Q     |
| 2    | 15      | Nick Baumgartner   | États-Unis  | Q     |
| 3    | 39      | Mateusz Ligocki    | Pologne     | Q     |
| 4    | 2       | Omar Visintin      | Italie      |       |
|      | 26      | Lucas Eguibar      | Espagne     | DNF   |

### Quarts de finale
| Rang | Dossard | Athlète             | Nationalité | Notes |
| ---- | ------- | ------------------- | ----------- | ----- |
| 1    | 1       | Pierre Vaultier     | France      | Q     |
| 2    | 25      | Jarryd Hughes       | Australie   | Q     |
| 3    | 24      | Alessandro Hämmerle | Autriche    | Q     |
| 4    | 8       | Kevin Hill          | Canada      |       |
|      | 17      | Markus Schairer     | Autriche    | DNF   |
|      | 9       | Kalle Koblet        | Suisse      | DNF   |

| Rang | Dossard | Athlète         | Nationalité  | Notes |
| ---- | ------- | --------------- | ------------ | ----- |
| 1    | 4       | Nikolay Olyunin | Russie (OAR) | Q     |
| 2    | 20      | Alex Pullin     | Australie    | Q     |
| 3    | 12      | Cameron Bolton  | Australie    | Q     |
| 4    | 21      | Jérôme Lymann   | Suisse       |       |
|      | 5       | Merlin Surget   | France       | DNF   |
|      | 28      | Michele Godino  | Italie       | DNF   |

| Rang | Dossard | Athlète          | Nationalité | Notes |
| ---- | ------- | ---------------- | ----------- | ----- |
| 1    | 3       | Regino Hernández | Espagne     | Q     |
| 2    | 27      | Mick Dierdorff   | États-Unis  | Q     |
| 3    | 11      | Chris Robanske   | Canada      | Q     |
| 4    | 6       | Hagen Kearney    | États-Unis  |       |
|      | 14      | Paul Berg        | Allemagne   | DNF   |
|      | 35      | Loan Bozzolo     | France      | DNF   |

| Rang | Dossard | Athlète            | Nationalité | Notes |
| ---- | ------- | ------------------ | ----------- | ----- |
| 1    | 7       | Martin Nörl        | Allemagne   | Q     |
| 2    | 15      | Nick Baumgartner   | États-Unis  | Q     |
| 3    | 23      | Anton Lindfors     | Finlande    | Q     |
| 4    | 18      | Emanuel Perathoner | Italie      |       |
|      | 10      | Ken Vuagnoux       | France      | DNF   |
|      | 39      | Mateusz Ligocki    | Pologne     | DNF   |

Légende : Q – Qualifié pour la demi-finale ; DNS – N'a pas commencé ; DNF – N'a pas terminé

#### Demi-finale
| Rang | Dossard | Athlète             | Nationalité  | Notes |
| ---- | ------- | ------------------- | ------------ | ----- |
| 1    | 20      | Alex Pullin         | Australie    | Q     |
| 2    | 25      | Jarryd Hughes       | Australie    | Q     |
| 3    | 1       | Pierre Vaultier     | France       | Q     |
| 4    | 12      | Cameron Bolton      | Australie    |       |
| 5    | 24      | Alessandro Hämmerle | Autriche     |       |
|      | 4       | Nikolay Olyunin     | Russie (OAR) | DNF   |

| Rang | Dossard | Athlète          | Nationalité | Notes |
| ---- | ------- | ---------------- | ----------- | ----- |
| 1    | 3       | Regino Hernández | Espagne     | Q     |
| 2    | 15      | Nick Baumgartner | États-Unis  | Q     |
| 3    | 27      | Mick Dierdorff   | États-Unis  | Q     |
| 4    | 7       | Martin Nörl      | Allemagne   |       |
| 5    | 23      | Anton Lindfors   | Finlande    |       |
|      | 11      | Chris Robanske   | Canada      | DNF   |

Légende : DSQ – Disqualifié ; DNF – N'a pas terminé

### Petite finale
| Rang | Dossard | Athlète             | Nationalité  | Notes |
| ---- | ------- | ------------------- | ------------ | ----- |
| 7    | 24      | Alessandro Hämmerle | Autriche     |       |
| 8    | 7       | Martin Nörl         | Allemagne    |       |
| 9    | 23      | Anton Lindfors      | Finlande     |       |
| 10   | 12      | Cameron Bolton      | Australie    |       |
| 11   | 4       | Nikolay Olyunin     | Russie (OAR) | DNS   |
| 11   | 11      | Chris Robanske      | Canada       | DNS   |

### Finale
| Rang                                | Dossard | Athlète          | Nationalité |
| ----------------------------------- | ------- | ---------------- | ----------- |
| Médaille d'or, Jeux olympiques      | 1       | Pierre Vaultier  | France      |
| Médaille d'argent, Jeux olympiques  | 25      | Jarryd Hughes    | Australie   |
| Médaille de bronze, Jeux olympiques | 3       | Regino Hernández | Espagne     |
| 4                                   | 15      | Nick Baumgartner | États-Unis  |
| 5                                   | 27      | Mick Dierdorff   | États-Unis  |
| 6                                   | 20      | Alex Pullin      | Australie   |